# Sanije Gashi
Sanije Gashi (ur. w Prisztinie) – kosowska i jugosłowiańska publicystka, działaczka polityczna.

## Życiorys
Ukończyła studia na Wydziale Filologicznym Uniwersytetu w Prisztinie. Karierę dziennikarską rozpoczęła we wrześniu 1965 w czasopiśmie Zani i Rinija. W listopadzie 1971 została mianowana redaktorką nowo powstałego czasopisma Kosovarja, a w latach 1975-1993 była jego redaktorką naczelną. W 1994 roku założyła czasopismo Teuta, będącym pierwszym w Jugosławii niezależnym poświęconym tematyce kobiet i rodziny. Jej publikacje były krytykowane w serbskojęzycznych czasopismach, jak Borba, Politika, Politika Ekspres oraz w serbskojęzycznym programie Radiotelewizji Prisztina.
W październiku 1990 roku była zaangażowana w utworzenie pierwszego oddziału Demokratycznej Ligi Kosowa w Niemczech z siedzibą we Frankfurcie nad Menem.
Założyła Forum Kobiet Demokratycznej Ligi Kosowa. Jako działaczka tejże organizacji, wraz z jej koordynatorem w 1991 roku przekazała prezydentowi Jugosławii Stjepanowi Mesiciowi oraz prezydentowi Albanii Ramizowi Alii listę 220 tysięcy podpisów matek narodowości albańskiej, które wyraziły swój żal z powodu zabójstwa 11-letniego Afrima Prebrezy, które miało miejsce w lipcu 1991 roku w Zagrzebiu. 
Jej działalność publicystyczna była uważana przez władze jugosłowiańskie za niepokojące dla opinii publicznej ludności serbskiej, z tego powodu Gashi była dwukrotnie aresztowana, a w styczniu 1992 roku osadzona w więzieniu. Po wyjściu na wolność kontynuowała działalność dziennikarską, udzieliła również wywiadów dla Voice of America (maj 2000) i dla BBC (2004 i 2010).
Nazwisko Sanije Gashi jest wymienione w słownikach encyklopedycznych dotyczących albańskich dziennikarzy i publicystów oraz albańskich kobiet.

## Wybrane publikacje[1]
- Rehabilitimi i familjes pas luftës (1999)
- Rikthimi i fëmijëve të stresuar në jetë normale (1999)
- Shtatzënësia dhe amësia (2004)
- Barazia gjinore dhe ndërtimi i paqes (2006)

## Książki[1]
- Gatojca (1982)
- Gatojca (1989)
- Histori të tmerrit 1998-1999 / dosje krimesh lufte, rrëfime të grave (2009)
- Ecje nëpër kujtesë, tregime jete të grave me karrierë (2010)
- Ororile războiului din Kosova 1998-1999, Dosarul crimelor de război, mărturiile femeilor (2010)
- Ecje nëpër kujtesë, botim i dyte i plotësuar (2012)
- Prishtina e fëmijërisë sime (2013)
- Gjurmë ndër vite (2015)
- Serbian Crimes in Kosovo 1998-1999 (2015)
- PRISHTINA, Monografi Unike / A Unique Monograph (tom II - 2016, tomy III i IV - 2020)
- Jetë Gazetarie, Autobiografi Monografike (2020)
- Zonjat intelektuale që lanë gjurmë në kulturën shqiptare (2021)
- PRISHTINA, Trashëgimia kulturore e qytetit (2022)
- Dosje Krimesh të Luftës 1998-1999, Rrëfime të grave (2023)

## Nagrody i wyróżnienia[1]
- Dwukrotna nominacja do Nagrody Listopadowej (Shpërblimi i Nëntorit)
- Medal za Pracę
- Nagroda dla Wybitnego Dziennikarza Kosowa
- Nagroda Queen Teuta (2012; przyznawana przez Albański Klub Kobiet w Chorwacji)
- Uznanie za wkład w rozwój demokracji (2012)
- Nagroda za kapitalną pracę (2014; przyznana podczas 16. edycji Targów Książki w Prisztinie przez Kosowskie Stowarzyszenie Wydawców za książkę Prishtina e fëmijërisë sime)
- Nagroda Ramiza Kelmendiego (2015)
- Uznanie za nadzwyczajny i 50-letni wkład w dziennikarstwo i działalność wydawniczą w Kosowie (2015)